# Heiligenstadt metróállomás
Heiligenstadt egy metróállomás Bécsben a bécsi metró U4-es vonalán.

## Története
Az eredeti állomás a Stadtbahn számára épült. A metróvá alakítás azonban igen hamar megkezdődött. Heiligenstadt és Friedensbrücke között tesztjelleggel átalakították a Stadtbahnt metróvá, mely 1976. május 8. óta szállít utasokat U4-es metró néven. A Gürtellinie azonban 1989. október 7-ig  Stadtbahnként üzemelt, melynek Friedensbrücke mellett Heiligenstadt volt az egyik északi végállomása. 1989. október 7-én a Gürtellinie is átalakult metróvá, melynek a 6-os számot kapta. Ekkor ezen az állomáson 2 vágányt a 6-os és 2 vágányt a 4-es metró használt. 1991. március 4-én megszüntették a Friedensbrücke felé vezető pályát, így minden 6-os metrónak ez az állomás lett az északi végállomása. Ez az állomás azonban csak 1996. május 4-ig üzemelt a 6-os metró végállomásaként, mivel akkor a Nußdorfer Straße megálló után másik irányba vezették el. Így jelenleg csak a 4-es metró használja ezt az állomást.
A metróállomás a föld szintjénél magasabban épült, 4 vágányos fejvégállomás. 2013-ig a vonatokat hurokban fordították, ám az lassabbak bizonyult. A ma is látható állomást 1976-ban építették. A tető nem fedi le a peron teljes hosszát.

## Szomszédos állomások
A metróállomáshoz az alábbi állomások vannak a legközelebb:
- Spittelau

## Átszállási kapcsolatok
| U4 (Heiligenstadt ↔ Hütteldorf) |                                    |                                 |
| Állomás                         | Átszállási kapcsolatok             | Fontosabb létesítmények         |
| Heiligenstadt                   | S40 , S45 D 5B, 10A, 11A, 38A, 39A | Wien Heiligenstadt vasútállomás |